# Битка код Акроинона
Битка код Акрониона вођена је код Акрониона или Акрониоса(близу данашњег Афинона ) у Фригији, на западној ивици Анадолијског платоа, одиграла се између војске Омејадских Арапа и Византијских снага. Арапи су редовно изводили упаде у Анадолију током претходног века, тако да је поход из 740. год био највећи у задњих неколико деценија, и састојао се из три одвојена дела. Један део, од 20 000 добро увежбаних војника под Абдукахом ел Баталом и Ел Малик ибн Шуаибом, сударио се код Акрониона са Византијцима под заповедништвом цара Лава III Исавријца , владао 717-741) и његовим сином, будућим Константином V(владао 741-755). Исход битке била је убедљива византијска победа. Заједно са осталим проблемима Омејадског калифата на Другим фронтовима и унутрашњом нестабилношћу како пре тако и после Абасидске побуне, што је ставило крај на већину Арапскиих упада у Анадолију у наредне три деценије.

## Позадина
Још од почетка муслиманских похода, Византијско царство, као највеће, најбогатије и војно најјача погранична држава поред брзо рсатућег калифата, представљало је главног непријатеља муслимана. Након катастрофалне битке за Севастополис, Византинци су се у великој мјери ограничили на стратегију пасивне одбране, док су муслиманске војске редовно вршиле упаде у Анадолију која је држала Византија.
Након свог несуспеха у заузимању византијске престонице, Константинопоља, у периоду 717-718. год, Омејади су на неко време усмерили своју пажњу на друге правце. Од 720/721 године, они међутим, настављају своје походе против Византије по редовном обрасцу:саваког лета по један или два похода (множ-Саваиф, једн-Саиф) су покретана, понекад су покретани заједно са поморским нападима, као и зимским походима(званим-Шавати). Ови походи нису више били усмерени ка трајној кампањи, већ су били походи и похаре већег обима, који су укључивали пљачке и разрање села, и само повремено нападе на утврђења и већа насеља. Напади у овом периоду били су ограничени на централни део Анадолијске висоравни (улавном на источноу половину,Кападокије), и само у ретким случајевима стизли би до периферних делова морке обале.
Под још агресивнијим калифом Хишам ибн Абд ел Маликом (владао 723-743) арапски походи постали су много значајанија ствар и почели су их предводити неки од најспособнијих војсковођа из целог калифата, укључујући и принчеве из династије Омејада, као што су Маслама ибн Абд ел Малик или Хашамови сопствени синови Муавија, Маслама и Сулејман. Међутим, постепено, је почело да долази до све већег смањивања муслиманских успеха у походима, нарочито због тога што су њихови ресурси били усмерени на сукобе у планинским подручјима са Хазарима на Кавказу. Напади су настављени, али арапски као и византијски хроничари спомињу само нерколико успешних заузимања тврђава и градова. Ипак, 737. године велика победа над Хазарима омогућила је Арапима да усмере свој поглед ка Византијији и да појачају своје походе против ње. Тако је 738. и 739. Масламах ибн Хишам предводио успешне походе, укључујући и заузимање града Анкаре. Током наредне 740. године Хишам је прикупуо највеће снаге за време целе своје владавине, поставивши свог сина Сулејмана за предвоника овог похода.

## Битка
Према наводима из хронике Теофана исповедника , освајачке снаге Омејада укупно су броја ле 90 000 војника. Том приликом 10 000 лако наоружаних људи пок командом ел Гамар ибн Јазида послато је у поход дуж западног приобаља, приликом чега их је пратило 20 000 људи под Абдулахом ел Баталом и ел Малик ибн Суаибом који су се кретали право према Акрониону, док је главнина снага од 60 000 (сматра се да је овај број увећан), под командом Сулејмана ибн Хашама, напала Кападокију.
Цар Лав супротставио се другој оружаној групи код Акрониона. Појединости битке нису познате, али се зна да је цар извојевао разарајућу победу над непријатељем: оба арапска заповедика су убијена, као и већи део њихове војске, неких 13 200 људи. Остатак Арапских трупа успео је да се организованом поретку повуче до Синаде, где су се придружили Сулејману. Остале две арапске војске успеле су да опсутоше околину без већег отпора, али нису успеле да заузму ни један град ни тврђаву.Освајачка арапска војска према неким наводима такође је патила од велике глади и недостатка залиха пре свог повратка у Сирију, док је Арапски хршћански историчар из 10. века Агапиус забележио да су Византијци узели 20 000 заробљеника из редова нападача.

## Ефекти и последице
Акроинон је био велики успех за Византинце, јер је то била прва победа коју су постигли у великој бици против Арапа. Видевши то као доказ Божје обновљене наклоности, победа је послужила и за јачање Лавове вере у политику иконокластије коју је пре неколико година усвојио. Непосредно након тога, овај успех отворио је пут за агресивнији став Византијаца, који су 741. напали главну арапску базу Мелитену. Године 742. и 743. године, Омејади су успели да искористе грађански рат између Константина V и генерала Артавазда и упадају у Анадолију са релативном некажњивошћу, али арапски извори не помињу никаква већа достигнућа.
Арапски пораз код Акроинона традиционално је виђен као "одлучујућа" битка и "прекретница" Арапско-Византијских ратова, узрокујући успоравање арапског притиска на Византију. Међутим, други историчари, од раног 20. века, сиријски научник Е. В. Брукс до новијих, као што су Валтер Киги и Ралф-Јоханес Лили, оспорили су ово гледиште, приписујући редуковану арапску претњу након Акроинона чињеници да се поклопио са другим тешким преокретима у најудаљенијим провинцијама калифата (нпр. битке Марџа Ардабила или Дефилеа), које су исцрпиле своје прекомерне војне ресурсе, као и унутрашње немире због грађанских ратова и револуције Абасида. Као резултат тога, арапски напади на Византијско царство у 740-им годинама били су прилично неефикасни и убрзо су потпуно престали. Заиста, Константин V је био у могућности да искористи пропаст Омејадског калифата да би покренуо низ експедиција у Сирији и осигурао византијски успон на источној граници која је трајала до седамдесетих година.
У муслиманском свету, сачувано је сјећање на пораженог арапског заповедника, Абдалах ел Батала, и постао је један од највећих хероја арапске и касније турске епске поезије као Сајид Батал Гази.